# Codognan
Codognan település Franciaországban, Gard megyében. Lakosainak száma 2518 fő (2022. január 1.). Codognan Aigues-Vives, Le Cailar, Mus és Vergèze községekkel határos.

## Népesség
A település népességének változása:
| Lakosok száma | 883  | 1310 | 1760 | 2492 | 2434 | 2422 | 2423 | 2418 | 2419 | 2518 |
|               | 1968 | 1982 | 1990 | 2006 | 2013 | 2015 | 2017 | 2019 | 2020 | 2022 |